# Európai Filmdíj a legjobb rendezőnek
A legjobb rendező (angolul: Best European Director) elismerés az 1988-ban alapított Európai Filmdíjak egyike, amelyet az Európai Filmakadémia tagjainak szavazata alapján ítélnek oda az év európai filmtermése legjobbnak ítélt filmrendezőjének. A díjátadóra felváltva Berlinben, illetve egy-egy európai városban megrendezett gála keretében kerül sor minden év végén.
Az Európai Filmdíjat 1996-ig Felix-díj néven osztották ki, így a neve 1988-89-ben az év legjobb rendezője volt, amit 2001-től a legjobb rendező cím váltott fel.
A végső szavazásra bocsátott jelöltek száma az évek során 5-8 fő között változott, 1990 és 2001 között a díjat nem osztották ki.

## Díjazottak és jelöltek
| „Díjazott” – szürkéskék háttérrel   |
| „Jelölt” – világos szürke háttérrel |

### 1980-as évek
| Év                     | Nyertesek és jelöltek     | Magyar címe                              | Eredeti címe |
| ---------------------- | ------------------------- | ---------------------------------------- | ------------ |
| 1988                   |                           |                                          |              |
| Wim Wenders            | Berlin felett az ég       | Der Himmel über Berlin                   |              |
| Terence Davies         | Távoli hangok, csendélet  | Distant Voices, Still Lives              |              |
| Louis Malle            | Viszontlátásra, gyerekek! | Au revoir les enfants                    |              |
| Manoel de Oliveira     | –––                       | Os canibais                              |              |
| Szergej Paradzsanov    | Asik Kerib                | Asik-Kerib (Ашик-Кериб) / Asug-Karibi    |              |
| 1989                   |                           |                                          |              |
| Bereményi Géza         | Eldorádó                  | Eldorádó                                 |              |
| Thódorosz Angelópulosz | Táj a ködben              | Topio stin omichli                       |              |
| Maciej Dejczer         | 300 mérföld az égig       | 300 mil do nieba                         |              |
| Vaszilij Picsul        | A kis Vera                | Ма́lenkaja Véra                           |              |
| Jim Sheridan           | A bal lábam               | My Left Foot: The Story of Christy Brown |              |

### 1990-es évek
| Év        | Nyertesek és jelöltek  | Magyar címe            | Eredeti címe           |
| --------- | ---------------------- | ---------------------- | ---------------------- |
| 1990-1999 | Nem osztottak ki díjat | Nem osztottak ki díjat | Nem osztottak ki díjat |

### 2000-es évek
| Év                                     | Nyertesek és jelöltek        | Magyar címe                                  | Eredeti címe           |
| -------------------------------------- | ---------------------------- | -------------------------------------------- | ---------------------- |
| 2000                                   | Nem osztottak ki díjat       | Nem osztottak ki díjat                       | Nem osztottak ki díjat |
| 2001                                   |                              |                                              |                        |
| Jean-Pierre Jeunet                     | Amélie csodálatos élete      | Le fabuleux destin d'Amélie Poulain          |                        |
| José Luis Garci                        | Te vagy az egyetlen          | You're the One (una historia de entonces)    |                        |
| Gothár Péter                           | Paszport – Útlevél a semmibe | Paszport – Útlevél a semmibe                 |                        |
| Ermanno Olmi                           | –––                          | Il mestiere delle armi                       |                        |
| François Ozon                          | Homok alatt                  | Sous le sable                                |                        |
| Éric Rohmer                            | Egy hölgy és a herceg        | L'anglaise et le duc                         |                        |
| 2002                                   |                              |                                              |                        |
| Pedro Almodóvar                        | Beszélj hozzá                | Hable con ella                               |                        |
| Marco Bellocchio                       | Anyám mosolya                | L'ora di religione (Il sorriso di mia madre) |                        |
| Andreas Dresen                         | Félúton                      | Halbe Treppe                                 |                        |
| Aki Kaurismäki                         | A múlt nélküli ember         | Mies vailla menneisyyttä                     |                        |
| Mike Leigh                             | Minden vagy semmi            | All or Nothing                               |                        |
| Ken Loach                              | Édes kamaszkor               | Sweet Sixteen                                |                        |
| / Roman Polański                       | A zongorista                 | The Pianist                                  |                        |
| Alekszandr Szokurov                    | Az orosz bárka               | Russzkij kovcseg                             |                        |
| 2003                                   |                              |                                              |                        |
| Lars von Trier                         | Dogville – A menedék         | Dogville                                     |                        |
| Wolfgang Becker                        | Good bye, Lenin!             | Good Bye Lenin!                              |                        |
| Nuri Bilge Ceylan                      | Messze                       | Uzak                                         |                        |
| Isabel Coixet                          | Az élet nélkülem             | My Life Without Me                           |                        |
| Marco Tullio Giordana                  | Szépséges fiatalság          | La meglio gioventù                           |                        |
| Michael Winterbottom                   | Ezen a világon               | In This World                                |                        |
| 2004                                   |                              |                                              |                        |
| Alejandro Amenábar                     | A belső tenger               | Mar Adentro                                  |                        |
| / Fatih Akın                           | Fallal szemben               | Gegen die Wand                               |                        |
| Pedro Almodóvar                        | Rossz nevelés                | La mala educación                            |                        |
| Thódorosz Angelópulosz                 | A könnyező mező              | Trilogia I: To Livadi pou dakryzei           |                        |
| Agnès Jaoui                            | Mint egy angyal              | Comme une image                              |                        |
| Antal Nimród                           | Kontroll                     | Kontroll                                     |                        |
| 2005                                   |                              |                                              |                        |
| Michael Haneke                         | Rejtély                      | Caché                                        |                        |
| Susanne Bier                           | Testvéred feleségét...       | Brødre                                       |                        |
| Roberto Faenza                         | A nap fényében               | Alla luce del sole                           |                        |
| Álex de la Iglesia                     | Elszabott frigy              | Crimen ferpecto                              |                        |
| Paweł Pawlikowski                      | Szerelmem nyara              | My Summer of Love                            |                        |
| Cristi Puiu                            | Lazarescu úr halála          | Moartea Domnului Lazarescu                   |                        |
| Wim Wenders                            | Kívül tágasabb               | Don't Come Knocking                          |                        |
| 2006                                   |                              |                                              |                        |
| Pedro Almodóvar                        | Volver                       | Volver                                       |                        |
| Susanne Bier                           | Esküvő után                  | Efter brylluppet                             |                        |
| Emanuele Crialese                      | Aranykapu                    | Nuovomondo                                   |                        |
| Florian Henckel von Donnersmarck       | A mások élete                | Das Leben der Anderen                        |                        |
| Ken Loach                              | Felkavar a szél              | The Wind That Shakes the Barley              |                        |
| Michael Winterbottom és Mat Whitecross | Guantánamo                   | The Road to Guantanamo                       |                        |
| 2007                                   |                              |                                              |                        |
| Cristian Mungiu                        | 4 hónap, 3 hét, 2 nap        | 4 luni, 3 săptămâni şi 2 zile                |                        |
| / Fatih Akın                           | A másik oldalon              | Auf der anderen Seite                        |                        |
| Roy Andersson                          | Te, aki élsz                 | Du levande                                   |                        |
| Stephen Frears                         | A királynő                   | The Queen                                    |                        |
| Kevin Macdonald                        | Az utolsó skót király        | The Last King of Scotland                    |                        |
| Giuseppe Tornatore                     | Az ismeretlen                | La sconosciuta                               |                        |
| 2008                                   |                              |                                              |                        |
| Matteo Garrone                         | Gomorra                      | Gomorra                                      |                        |
| Laurent Cantet                         | Az osztály                   | Entre les murs                               |                        |
| Andreas Dresen                         | Kilencedik mennyország       | Wolke Neun                                   |                        |
| Ari Folman                             | Libanoni keringő             | Vals Im Bashir (ואלס עם באשיר)               |                        |
| Steve McQueen                          | Éhség                        | Hunger                                       |                        |
| Paolo Sorrentino                       | Il divo – A megfoghatatlan   | Il Divo                                      |                        |
| 2009                                   |                              |                                              |                        |
| Michael Haneke                         | A fehér szalag               | Das weiße Band                               |                        |
| Pedro Almodóvar                        | Megtört ölelések             | Los abrazos rotos                            |                        |
| Andrea Arnold                          | Akvárium (film)              | Fish Tank                                    |                        |
| Jacques Audiard                        | A próféta                    | Un prophète                                  |                        |
| Danny Boyle                            | Gettómilliomos               | Slumdog Millionaire                          |                        |
| Lars von Trier                         | Antikrisztus                 | Antichrist                                   |                        |

### 2010-es évek
| Év                          | Nyertesek és jelöltek                                 | Magyar címe                                        | Eredeti címe |
| --------------------------- | ----------------------------------------------------- | -------------------------------------------------- | ------------ |
| 2010                        |                                                       |                                                    |              |
| / Roman Polański            | Szellemíró                                            | The Ghost Writer                                   |              |
| Olivier Assayas             | Carlos                                                | Carlos                                             |              |
| Semih Kaplanoğlu            | Méz                                                   | Bal                                                |              |
| Samuel Maoz                 | Libanon                                               | Lebanon                                            |              |
| Paolo Virzì                 | Toszkán szépség                                       | La prima cosa bella                                |              |
| 2011                        |                                                       |                                                    |              |
| Susanne Bier                | Egy jobb világ                                        | Hævnen                                             |              |
| Jean-Pierre és Luc Dardenne | Srác a biciklivel                                     | Le Gamin au vélo                                   |              |
| Aki Kaurismäki              | Kikötői történet                                      | Le Havre                                           |              |
| Tarr Béla                   | A torinói ló                                          | A torinói ló                                       |              |
| Lars von Trier              | Melankólia                                            | Melancholia                                        |              |
| 2012                        |                                                       |                                                    |              |
| Michael Haneke              | Szerelem                                              | Amour                                              |              |
| Nuri Bilge Ceylan           | Egyszer volt, hol nem volt Anatóliában                | Bir zamanlar Anadolu'da                            |              |
| Steve McQueen               | A szégyentelen                                        | Shame                                              |              |
| Thomas Vinterberg           | A vadászat                                            | Jagten                                             |              |
| Paolo és Vittorio Taviani   | Cézárnak meg kell halnia                              | Cesare deve morire                                 |              |
| 2013                        |                                                       |                                                    |              |
| Paolo Sorrentino            | A nagy szépség                                        | La grande bellezza                                 |              |
| Pablo Berger                | Hófehérke                                             | Blancanieves                                       |              |
| Felix Van Groeningen        | Alabama és Monroe                                     | The Broken Circle Breakdown                        |              |
| & Abdellatif Kechiche       | Adèle élete – 1–2. fejezet                            | La Vie d'Adèle – Chapitres 1 & 2                   |              |
| François Ozon               | A házban                                              | Dans la maison                                     |              |
| Giuseppe Tornatore          | Senki többet                                          | La migliore offerta                                |              |
| 2014                        |                                                       |                                                    |              |
| Paweł Pawlikowski           | Ida                                                   | Ida                                                |              |
| Nuri Bilge Ceylan           | Téli álom                                             | Kış Uykusu                                         |              |
| Steven Knight               | Locke – Nincs visszaút                                | Locke                                              |              |
| Ruben Östlund               | Lavina                                                | Turist                                             |              |
| Paolo Virzì                 | Esélylesők                                            | Il capitale umano                                  |              |
| Andrej Zvjagincev           | Leviatán                                              | Левиафан                                           |              |
| 2015                        |                                                       |                                                    |              |
| Paolo Sorrentino            | Ifjúság                                               | Youth                                              |              |
| Małgorzata Szumowska        | Test                                                  | Ciało                                              |              |
| Jórgosz Lánthimosz          | A homár                                               | The Lobster                                        |              |
| Nanni Moretti               | Anyám mozija                                          | Mia Madre                                          |              |
| Roy Andersson               | Egy galamb leült egy ágra, hogy tűnődjön a létezésről | En duva satt på en gren och funderade på tillvaron |              |
| Sebastian Schipper          | Victoria                                              | Victoria                                           |              |
| 2016                        |                                                       |                                                    |              |
| Maren Ade                   | Toni Erdmann                                          | Toni Erdmann                                       |              |
| Paul Verhoeven              | Áldozat?                                              | Elle                                               |              |
| Cristian Mungiu             | Érettségi                                             | Bacalaureat                                        |              |
| Ken Loach                   | Én, Daniel Blake                                      | I, Daniel Blake                                    |              |
| Pedro Almodóvar             | Julieta                                               | Julieta                                            |              |
| 2017                        |                                                       |                                                    |              |
| Ruben Östlund               | A négyzet                                             | The Square                                         |              |
| Enyedi Ildikó               | Testről és lélekről                                   | Testről és lélekről                                |              |
| Aki Kaurismäki              | A remény másik oldala                                 | Toivon tuolla puolen                               |              |
| Jórgosz Lánthimosz          | Egy szent szarvas meggyilkolása                       | The Killing of a Sacred Deer                       |              |
| Andrej Zvjagincev           | Szeretet nélkül                                       | Nyeljubov (Нелюбовь)                               |              |
| 2018                        |                                                       |                                                    |              |
| Paweł Pawlikowski           | Hidegháború                                           | Zimna wojna                                        |              |
| / Ali Abbasi                | Határeset                                             | Gräns                                              |              |
| Matteo Garrone              | Dogman – Kutyák királya                               | Dogman                                             |              |
| Samuel Maoz                 | Foxtrott                                              | Foxtrot                                            |              |
| Alice Rohrwacher            | Történet a tiszta szívről                             | Lazzaro felice                                     |              |
| 2019                        |                                                       |                                                    |              |
| Jórgosz Lánthimosz          | A kedvenc                                             | The Favourite                                      |              |
| Pedro Almodóvar             | Fájdalom és dicsőség                                  | Dolor y gloria                                     |              |
| Marco Bellocchio            | Az első áruló                                         | Il traditore                                       |              |
| / Roman Polański            | Tiszt és kém – A Dreyfus-ügy                          | J'accuse                                           |              |
| Céline Sciamma              | Portré a lángoló fiatal lányról                       | Portrait de la jeune fille en feu                  |              |

### 2020-as évek
| Év                | Nyertesek és jelöltek                     | Magyar címe                                   | Eredeti címe |
| ----------------- | ----------------------------------------- | --------------------------------------------- | ------------ |
| 2020              |                                           |                                               |              |
| Thomas Vinterberg | Még egy kört mindenkinek                  | Druk                                          |              |
| Agnieszka Holland | Sarlatán                                  | Šarlatán                                      |              |
| Jan Komasa        | Corpus Christi                            | Boże Ciało                                    |              |
| Pietro Marcello   | Martin Eden                               | Martin Eden                                   |              |
| François Ozon     | '85 nyara                                 | Été 85                                        |              |
| Maria Sødahl      | Remény                                    | Håp                                           |              |
| 2021              |                                           |                                               |              |
| Jasmila Žbanić    | Quo vadis, Aida?                          | Quo vadis, Aida?                              |              |
| Julia Ducournau   | Titán                                     | Titane                                        |              |
| Radu Jude         | Zűrös kettyintés avagy pornó a diliházban | Babardeală cu bucluc sau porno balamuc        |              |
| Paolo Sorrentino  | Isten keze                                | È stata la mano di Dio                        |              |
| Florian Zeller    | Az apa                                    | The Father                                    |              |
| 2022              |                                           |                                               |              |
| Ruben Östlund     | A szomorúság háromszöge                   | Triangle of Sadness                           |              |
| / Ali Abbasi      | Szent pók                                 | Holy Spider                                   |              |
| Lukas Dhont       | Közel                                     | Close                                         |              |
| Alice Diop        | Saint Omer                                | Saint Omer                                    |              |
| Marie Kreutzer    | Fűző                                      | Corsage                                       |              |
| Jerzy Skolimowski | Iá                                        | Eo                                            |              |
| 2023              |                                           |                                               |              |
| Justine Triet     | Egy zuhanás anatómiája                    | Anatomie d'une chute                          |              |
| Matteo Garrone    | Én vagyok a kapitány                      | Io Capitano                                   |              |
| Jonathan Glazer   | Érdekvédelmi terület                      | The Zone of Interest                          |              |
| Agnieszka Holland | Zöldhatár                                 | Zielona granica                               |              |
| Aki Kaurismäki    | Hulló levelek                             | Kuolleet lehdet                               |              |
| 2024              |                                           |                                               |              |
| Jacques Audiard   | Emilia Pérez                              | Emilia Pérez                                  |              |
| Pedro Almodóvar   | A szomszéd szoba                          | The Room Next Door)                           |              |
| Andrea Arnold     | Bird                                      | Bird                                          |              |
| Maura Delpero     | –––                                       | Vermiglio                                     |              |
| Mohammad Rasoulof | A szent füge magja                        | The Seed of the Sacred Fig; دانه انجیر معابد) |              |

## Statisztika
A statisztikák a 2024. évi adatokkal lettek lezárva.

### Két vagy több alkalommal díjazott filmrendezők
- 3 alkalommal:  Michael Haneke (2005, 2009, 2012)
- 2 alkalommal:  Pedro Almodóvar (2002, 2006)
- 2 alkalommal:  Ruben Östlund (2017, 2022)
- 2 alkalommal:  Paweł Pawlikowski (2014, 2018)
- 2 alkalommal:  Paolo Sorrentino (2013, 2015)

### Két vagy több alkalommal jelölt filmrendezők
(Vastagítva a díjazott évek.)
- 7 alkalommal:  Pedro Almodóvar (2002, 2004, 2006, 2009, 2016, 2019, 2024)
- 4 alkalommal:  Paolo Sorrentino (2008, 2013, 2015, 2021)
- 4 alkalommal:  Aki Kaurismäki (2002, 2011, 2017, 2023)
- 3 alkalommal:  Michael Haneke (2005, 2009, 2012)
- 3 alkalommal:  Paweł Pawlikowski (2005, 2014, 2018)
- 3 alkalommal:  Susanne Bier (2005, 2006, 2011)
- 3 alkalommal:  Jórgosz Lánthimosz (2015, 2017, 2019)
- 3 alkalommal:  Ken Loach (2002, 2006, 2016)
- 3 alkalommal:  Lars von Trier (2003, 2009, 2011)
- 3 alkalommal: / Roman Polański (2002, 2010, 2019)
- 3 alkalommal:  Nuri Bilge Ceylan (2003, 2012, 2014)
- 3 alkalommal:  François Ozon (2001, 2013, 2020)
- 3 alkalommal:  Ruben Östlund (2014, 2017, 2022)
- 3 alkalommal:  Matteo Garrone (2008, 2018, 2023)
- 2 alkalommal:  Wim Wenders (1988, 2005)
- 2 alkalommal: / Fatih Akın (2004, 2007)
- 2 alkalommal:  Thódorosz Angelópulosz (1989, 2004)
- 2 alkalommal:  Roy Andersson (2007, 2015)
- 2 alkalommal:  Andreas Dresen (2002, 2008)
- 2 alkalommal:  Steve McQueen (2008, 2012)
- 2 alkalommal:  Cristian Mungiu (2007, 2016)
- 2 alkalommal:  Giuseppe Tornatore (2007, 2013)
- 2 alkalommal:  Paolo Virzì (2010, 2014)
- 2 alkalommal:  Samuel Maoz  (2010, 2018)
- 2 alkalommal:  Michael Winterbottom (2003, 2006)
- 2 alkalommal:  Andrej Zvjagincev (2014, 2017)
- 2 alkalommal:  Marco Bellocchio (2002, 2019)
- 2 alkalommal:  Thomas Vinterberg (2012, 2020)
- 2 alkalommal:  /  Ali Abbasi (2018, 2022)
- 2 alkalommal:  Agnieszka Holland (2020, 2023)
- 2 alkalommal:  Jacques Audiard (2009, 2024)
- 2 alkalommal:  Andrea Arnold (2009, 2024)